# Chiesa dei Santi Biagio e Sebastiano
La chiesa dei Santi Biagio e Sebastiano è la parrocchiale di Monguzzo, in provincia di Como ed arcidiocesi di Milano; fa parte del decanato di Erba.

## Storia
Già nel XVI secolo l'originaria chiesa monguzzese, dedicata solo a San Biagio, era compresa nella pieve foraniale di Incino (dal 1584 di Erba in seguito alla traslazione del titolo prepositurale).
Dalla relazione della visita pastorale del 1752 dell'arcivescovo di Milano Giuseppe Pozzobonelli si apprende che la parrocchiale, avente come filiale l'oratorio di Santa Lucia, era sede delle confraternite del Santissimo Sacramento e della Beata Vergine Maria del Santissimo Rosario e che il numero dei fedeli era pari a 349; questi ultimi risultavano saliti a 404 nel 1780.
La prima pietra della nuova chiesa venne posta nel 1878; nel 1890 l'intitolazione fu modificata aggiungendo anche la dedica a San Sebastiano e il 15 ottobre 1898 l'arcivescovo Andrea Carlo Ferrari consacrò la chiesa.

Quest'ultimo, compiendo in quel medesimo anno la sua visita pastorale, trovò che i fedeli ammontavano a 1070 e che la parrocchiale, che era sede della confraternita del Santissimo Sacramento, aveva alle proprie dipendenze la cappella di San Biagio e l'oratorio di Santa Lucia.
Nel 1907 la chiesa entrò a far parte del vicariato di Lurago, per poi tornare in quello di Incino-Erba nel 1969; nel 1972, con la nuova suddivisione territoriale dell'arcidiocesi stabilita dal cardinale Giovanni Colombo, confluì nel decanato di Erba.

## Descrizione
La facciata a salienti della chiesa, che volge a mezzogiorno, è suddivisa da una cornice marcapiano modanata in due registri; quello inferiore, scandito da lesene e semicolonne corinzie, presenta al centro il portale maggiore architravato e ai lati gli ingressi secondari timpanati e due finestre semicircolari oppilate, mentre quello superiore è caratterizzato da una grande lunetta, raffigurante la Madonna col Bambino affiancata dai Santi patroni, e coronato dal frontone.
Annesso alla parrocchiale è il campanile a base quadrata, abbellito da paraste angolari, caratterizzato da una doppia cella e coperto dalla cupoletta semicircolare.